# Xã St. Martin, Quận Stearns, Minnesota
Xã St. Martin (tiếng Anh: St. Martin Township) là một xã thuộc quận Stearns, tiểu bang Minnesota, Hoa Kỳ. Năm 2010, dân số của xã này là 545 người.